# 尼古拉·沙博尼耶
尼古拉·沙博尼耶（法語：Nicolas Charbonnier，1981年8月4日—），法国男子帆船运动员。他曾代表法国参加2008年夏季奥林匹克运动会帆船比赛，搭档奥利维耶·博塞获得男子470级铜牌。